# Stefan Čupić
Stefan Čupić (Niš, 7 de mayo de 1994) es un futbolista serbio que juega de guardameta en el Lincoln Red Imps F. C. de la Liga Nacional de Gibraltar.

## Selección
| Selección        | Año  | Partidos | Goles |
| ---------------- | ---- | -------- | ----- |
| Selección sub-19 | 2013 | 1        | 0     |
| Selección sub-21 | 2017 | 2        | 0     |

## Clubes
| Club                      | País      | Año       | Partidos | Goles |
| ------------------------- | --------- | --------- | -------- | ----- |
| OFK Belgrado              | Serbia    | 2012-2016 | 71       | 0     |
| Dorćol (cedido)           | Serbia    | 2012      | 14       | 0     |
| Bačka Palanka (cedido)    | Serbia    | 2016      | 9        | 0     |
| Sarpsborg 08 FF           | Noruega   | 2017-2018 | 3        | 0     |
| F. K. Voždovac            | Serbia    | 2018      | 8        | 0     |
| F. C. Ararat-Armenia      | Armenia   | 2019-2021 | 28       | 0     |
| Olympiakos Nicosia F. C.  | Chipre    | 2021-2022 | 4        | 0     |
| F. K. Radnički Kragujevac | Serbia    | 2022      | 0        | 0     |
| F. K. Rad Belgrado        | Serbia    | 2023      | 5        | 0     |
| Jhapa FC                  | Nepal     | 2023      | 8        | 0     |
| F. K. Transinvest         | Lituania  | 2024      | 17       | 0     |
| Lincoln Red Imps F. C.    | Gibraltar | 2025-     |          |       |

## Palmarés

### Títulos nacionales
| Título                  | Club                 | País    | Año  |
| ----------------------- | -------------------- | ------- | ---- |
| Liga Premier de Armenia | F. C. Ararat-Armenia | Armenia | 2019 |
| Supercopa de Armenia    | F. C. Ararat-Armenia | Armenia | 2019 |
| Liga Premier de Armenia | F. C. Ararat-Armenia | Armenia | 2020 |